# Ljusörarna, Iniö
För andra betydelser, se Ljusörarna.
Ljusörarna är öar i Finland. De ligger i Skärgårdshavet och i kommunen Pargas i landskapet Egentliga Finland, i den sydvästra delen av landet. Öarna ligger omkring 52 kilometer väster om Åbo och omkring 200 kilometer väster om Helsingfors. 
Arean för den av öarna koordinaterna pekar på är 1,4 hektar och dess största längd är 190 meter i sydöst-nordvästlig riktning. I omgivningarna runt Ljusörarna växer i huvudsak barrskog.  Närmaste större samhälle är Gustavs, 10,9 km norr om Ljusörarna.